# Trachymitrium revolutum
Trachymitrium revolutum là một loài rêu trong họ Calymperaceae. Loài này được Dozy & Molk. Hampe mô tả khoa học đầu tiên năm 1872.